# Tarmount
Tarmount là một đô thị thuộc tỉnh Msila, Algérie. Dân số thời điểm năm 2002 là 9.438 người.